# Tellina ochracea
Tellina ochracea är en musselart som beskrevs av Carpenter 1864. Tellina ochracea ingår i släktet Tellina och familjen Tellinidae. Inga underarter finns listade i Catalogue of Life.